# NGC 2408
NGC 2408 est un groupe d'étoiles situé dans la constellation de la Girafe. Il a été découvert par l'astronome britannique John Herschel en 1830.